# Mas d'en Rafael (Tarragona)
El Mas d'en Rafael és una obra de Tarragona protegida com a Bé Cultural d'Interès Local.

## Descripció
Edifici gran, voltat de cledes per al bestiar, era i jardí romàntic. Son notables els acabaments de les cantonades de les tanques dels animals, en forma de templets de teulada de teules esmaltades, que potser feien de colomar.